# Anthology 83–89
Anthology 83–89 — двухдисковый сборник американской хард-рок-группы White Lion, выпущенный в 2004 году на Cleopatra Records. Альбом содержит не выпускавшиеся ранее песни, а также демо-версии песен со всех студийных альбомов группы, включая все хит-синглы.

## Список композиций
Диск 1
1. «Hungry» — 3:44 (демо-версия)
2. «Lady of the Valley» — 5:08 (демо-версия)
3. «Wait» — 4:55
4. «All Join Our Hands» — 4:05 (демо-версия)
5. «Tell Me» — 4:38 (демо-версия)
6. «Say Goodbye» — 5:54
7. «When the Children Cry» — 3:29 (демо-версия)
8. «Little Fighter» — 4:28 (демо-версия)
9. «If My Mind Is Evil» — 5:03 (демо-версия)
10. «Living on the Edge» — 4:41 (демо-версия)
11. «Cherokee» — 6:24 (демо-версия)
12. «Cry for Freedom» — 4:29 (демо-версия)
13. «How Does It Feel» — 4:23
14. «The Road to Valhalla» — 5:08 (демо-версия)
15. «Early Warning» — 4:38

Диск 2
1. «Lights and Thunder» — 6:51 (демо-версия)
2. «Back on the Streets» — 4:38
3. «Love Don’t Come Easy» — 4:13 (демо-версия)
4. «Out With the Boys» — 4:28 (демо-версия)
5. «It’s Over» — 5:31 (демо-версия)
6. «You're All I Need» — 4:11 (демо-версия)
7. «Broken Heart» — 3:46 (демо-версия)
8. «Till Death Do Us Part» — 5:16 (демо-версия)
9. «Farewell to You» — 4:26 (демо-версия)
10. «Deep in Love with You» — 5:22
11. «Two People» — 4:04
12. «Rock You Tonight» — 3:45
13. «Evil Angels» — 4:41
14. «Ride Through the Storm» — 4:22
15. «We Rock All Night» — 2:57

## В записи участвовали
- Майк Трамп — вокал
- Вито Братта — гитара
- Джеймс Ломенцо — бас-гитара
- Феликс Робинсон — бас-гитара
- Грег ДиАнжело — ударные, бэк-вокал
- Никки Капоцци — ударные